# 城市行政官
城市行政官是古罗马前期首都羅馬城與後期首都君士坦丁堡的行政長官頭銜，其最早起源自罗马国王時代，到了罗马共和国和羅馬帝國時期亦持續設有城市行政官一職，該職位於古典时代晚期具有極高的重要性。在西羅馬帝國崩潰後城市行政官的職位倖存了下來，據考證羅馬城的最後一任城市行政官名為約翰。而在東方的君士坦丁堡，城市行政官的職位仍一直存續到 13 世紀為止。

## 來源
- Lançon, Bertrand. . Routledge. 2000-12-13: 228  [2022-01-11]. ISBN 978-0-415-92975-2. （原始内容存档于2022-04-07）.